# Světice
Světice är en ort i Tjeckien.   Den ligger i regionen Mellersta Böhmen, i den centrala delen av landet, 22 km sydost om huvudstaden Prag. Světice ligger 377 meter över havet och antalet invånare är 717.
Terrängen runt Světice är lite kuperad. Runt Světice är det ganska tätbefolkat, med 58 invånare per kvadratkilometer. Närmaste större samhälle är Žižkov, 19,9 km nordväst om Světice. I omgivningarna runt Světice växer i huvudsak blandskog.